# 新法蘭克福 (密蘇里州)
新法蘭克福（英語：New Frankfort）是位於美國密蘇里州薩林縣的非建制地區。

## 歷史
新法蘭克福的郵局於1863年設立，其後於1907年停運。

## 地理
新法蘭克福所處的海拔為高於海平面208米（即682英呎），而該地所採用的時區為UTC-6，即北美中部時區（CST）。同時該地設有夏令時間，為UTC-6調快一小時，即UTC-5（CDT）。